# Siegfried Voglreiter
Siegfried Voglreiter (* 22. Dezember 1969 in Piesendorf) ist ein ehemaliger österreichischer Skirennläufer, der auf die technischen Disziplinen Slalom und Riesenslalom spezialisiert war. Er gewann ein Europacuprennen und kam im Weltcup einmal auf das Podest. 1994 wurde Voglreiter Österreichischer Slalommeister und bei den Skiweltmeisterschaften 1997 belegte er den fünften Platz im Slalom.

## Biografie
Voglreiter begann im Alter von drei Jahren mit dem Skilauf und als Sechsjähriger fuhr er seine ersten Rennen. Nach Erfolgen im Schüler- und Juniorenbereich wurde er Ende der 1980er-Jahre in den Nachwuchskader des Österreichischen Skiverbandes aufgenommen. 1991 wurde er bei den österreichischen Meisterschaften Dritter im Slalom und stieg im Herbst desselben Jahres in die Europacup-Mannschaft auf. Seinen ersten und einzigen Europacupsieg feierte er 1992 im Slalom von Kranjska Gora. Am Ende der Saison 1991/92 belegte er den vierten Rang in der Slalomwertung und in Dienten wurde er Österreichischer Vizemeister im Slalom.
Die ersten Punkte im Weltcup gewann Voglreiter am 22. März 1992 mit Rang 18 im Slalom von Breckenridge. In der Saison 1992/93 war sein mit Abstand bestes Resultat der sechste Rang im Slalom von Val-d’Isère. Auch in der Saison 1993/94 war sein bestes Ergebnis ein sechster Platz, diesmal im Slalom von Kitzbühel. Weitere fünfmal kam er unter die besten 20. Im selben Winter wurde er Österreichischer Meister im Slalom und Vizemeister im Riesenslalom. In der nächsten Weltcupsaison gelang Voglreiter kein Spitzenresultat, sein bestes Ergebnis war Rang 16 im Slalom von Furano. Zu Beginn der Saison 1995/96 belegte er im Slalom von Vail den siebenten Platz, aufgrund einer Verletzung kam er im restlichen Winter aber nicht mehr an dieses Ergebnis heran. 
Die Saison 1996/97 war Voglreiters erfolgreichste. Erstmals erzielte er in mehreren Saisonrennen Spitzenplätze. Am 17. Dezember 1996 wurde er Vierter im Slalom von Madonna di Campiglio und fünf Tage später Sechster im Riesenslalom von Alta Badia. Am 5. Jänner 1997 gelang ihm sein bestes Weltcupresultat: Im Riesenslalom von Kranjska Gora belegte er den zweiten Platz hinter dem überlegenen Schweizer Michael von Grünigen. Tags darauf kam er im Slalom auf Rang fünf. Nach diesen Leistungen konnte Voglreiter zum ersten Mal an einem Großereignis teilnehmen. Bei den Weltmeisterschaften in Sestriere belegte er im Slalom als bester Österreicher den fünften Platz, im Riesenslalom schied er jedoch im ersten Durchgang aus. Am Ende des Winters kam er auf den zehnten Platz im Riesenslalomweltcup und auf Rang 15 in der Slalomwertung.
Die Saison 1997/98 begann Voglreiter mit einem vierten Platz im Parallelrennen in Tignes. Mit weiteren drei Top-Ten-Resultaten kam er auch ins Team für die Olympischen Winterspiele 1998 in Nagano. Dort erlitt er jedoch einen Bandscheibenvorfall und musste die Saison vorzeitig beenden. Im nächsten Winter hatte Voglreiter mit vielen Ausfällen zu kämpfen und kam nur einmal unter die besten zehn. Im April 1999 gab er seinen Rücktritt bekannt.
Nach seiner Karriere arbeitete Voglreiter bei der oberösterreichischen Firma Fischer Sports in der Skientwicklung und übernahm später in diesem Unternehmen die Rennsportleitung für den Bereich Ski Alpin.

## Erfolge

### Weltmeisterschaften
- Sestriere 1997: 5. Slalom

### Weltcup
- Saison 1996/97: 10. Riesenslalomwertung
- Ein Podestplatz, weitere elf Platzierungen unter den besten zehn

### Europacup
- Saison 1991/92: 4. Slalomwertung
- Saison 1992/93: 9. Gesamtwertung, 9. Slalomwertung
- Ein Sieg (Slalom in Kranjska Gora 1992) und weitere zwei Podestplätze

### Österreichische Meisterschaften
- österreichischer Meister im Slalom 1994